# State of Georgia
State of Georgia (Arbeitstitel: The Great State of Georgia) ist eine zwölfteilige US-amerikanische Fernsehserie, die vom 29. Juni bis zum 17. August 2011 auf ABC Family ausgestrahlt wurde. Die Produktion der Serie wurde am 16. September 2011 eingestellt.

## Handlung
Georgia Chamberlain ist eine Nachwuchsschauspielerin mit einem ausgesprochen großen Ego. Gemeinsam mit ihrer besten Freundin Jo, einer Wissenschaftlerin, zieht sie nach New York City, um dort ihr Glück als Schauspielerin zu versuchen. Bei ihrer Tante Honey finden sie ein Stück Heimat, denn Honey war eine gute Freundin von Georgias verstorbener Mutter. Georgias Ex-Freund Luke, der immer noch heimlich in sie verliebt ist, kommt nach New York und will sie und Jo wieder nach Hause holen.

## Produktion
Im Februar 2011 gab ABC Family bekannt, dass der Pilot State of Georgia als Serie geordert wird. Die Serie besteht nur aus zwölf Folgen und zeigt Raven-Symoné in einer weiteren Sitcom nach ihrer Erfolgsserie Raven blickt durch. 

## Charaktere
Georgia Chamberlain  (Raven-Symoné)Sie ist eine Nachwuchsschauspielerin, die in New York ihre Karriere starten will.
Jo Pye (Majandra Delfino)Sie ist Georgias beste Freundin und Wissenschaftlerin.
Luke (Brock Cuchna)Er ist Georgias Ex-Freund und ist immer noch in sie verliebt. Er kommt nach New York um sie wieder nach Hause zu holen.
Tante Honey (Loretta Devine)Sie ist die Vermieterin von Georgia und Jo in New York. Zudem ist sie eine alte Freundin von Georgias verstorbener Mutter.

## Ausstrahlung
Die Serie wurde ab dem 29. Juni 2011 auf ABC Family ausgestrahlt. Die Pilotfolge verfolgten 1,31 Millionen Zuschauer. Das Serienfinale wurde am 17. August 2011 ausgestrahlt.

### Episodenliste
| Nr. | Originaltitel             | Deutscher Titel | Erstausstrahlung | Deutschsprachige Erstausstrahlung |
| --- | ------------------------- | --------------- | ---------------- | --------------------------------- |
| 1.  | Pilot                     |                 | 29. Juni 2011    |                                   |
| 2.  | Flavor of the Week        |                 | 6. Juli 2011     |                                   |
| 3.  | Best Friends For-Never    |                 | 13. Juli 2011    |                                   |
| 4.  | The Mole                  |                 | 20. Juli 2011    |                                   |
| 5.  | Know When to Fold 'Em     |                 | 27. Juli 2011    |                                   |
| 6.  | R-E-S-P-E-C-T             |                 | 3. August 2011   |                                   |
| 7.  | Mo' Honey, Mo' Problems   |                 | 3. August 2011   |                                   |
| 8.  | There's a Place for Us    |                 | 3. August 2011   |                                   |
| 9.  | Foot in the Door          |                 | 3. August 2011   |                                   |
| 10. | The Popular Chicks        |                 | 10. August 2011  |                                   |
| 11. | Locked Up, A Broad        |                 | 17. August 2011  |                                   |
| 12. | It's Not Easy Being Green |                 | 17. August 2011  |                                   |